# Conel Alexander
Conel Hugh O'Donel Alexander (Cork, 19 april 1909 – Cheltenham, 15 februari 1974) was een Brits schaker, die in 1950 internationaal schaakmeester werd. Hij is tweemaal kampioen van Groot-Brittannië geweest en heeft zes keer in de Olympiade meegespeeld. In 1947/48 was hij de winnaar van een toernooi te Hastings.
Alexander heeft zich in de Tweede Wereldoorlog zeer verdienstelijk gemaakt door samen met onder andere Milner-Barry, de Duitse geheime code (Enigma) te breken. Hierdoor waren veel oorlogsverrichtingen van de Duitsers gedoemd te mislukken. Alexander overleed in Cheltenham. 